# Abagrotis orbis
Abagrotis orbis (tên gọi thông thường tiếng Anh: well-marked cutworm hay Barnes' climbing cutworm) là một loài bướm đêm thuộc họ Noctuidae. Loài này được lần đầu phát hiện bởi Augustus Radcliffe Grote vào năm 1876. Chúng phân bố ở tây nam Bắc Mỹ, kéo dài về phía đông qua các đồng bằng và có số lượng lớn ở các đụn cát ở khu vực phía nam Ngũ Đại Hồ. Nó còn phân bố vào đến tây Canada ở phần phía nam của British Columbia và miền nam Alberta và Saskatchewan.
Sải cánh dài 35–40 mm. Con trưởng thành bay từ tháng 8 đến tháng 9 làm một đợt ở Alberta.
Ấu trùng ăn hoa của các cây ăn quả và bị xem là loài gây hại. Chúng ăn các thực vật gồm Malus sylvestris, Prunus persica, Prunus serotina, Acer negundo và Vitis sp.